# Biscoe Point
Biscoe Point är en udde i Antarktis. Den ligger i Västantarktis. Argentina, Chile och Storbritannien gör anspråk på området.
Terrängen inåt land är varierad. Havet är nära Biscoe åt sydväst. Trakten är glest befolkad. Närmaste befolkade plats är Palmer Station, 13,0 kilometer väster om Biscoe. 